# Stenatemnus boettcheri
Stenatemnus boettcheri är en spindeldjursart som beskrevs av Beier 1932. Stenatemnus boettcheri ingår i släktet Stenatemnus och familjen Atemnidae. Inga underarter finns listade i Catalogue of Life.